# هيثر مكومب
هيثر مكومب (بالإنجليزية: Heather McComb)‏ هي ممثلة أمريكية، ولدت في 2 مارس 1977 في الولايات المتحدة.

## أعمال

### أفلام
- (2001) إجاصة دون
- (2009)  التفكك النهائي

### مسلسلات
- التحقيق في موقع الجريمة
- ميامي
- نيويورك
- كاسل

## وصلات خارجية
- هيثر مكومب على موقع IMDb (الإنجليزية)
- هيثر مكومب على موقع ألو سيني (الفرنسية)
- هيثر مكومب على موقع أول موفي (الإنجليزية)
- هيثر مكومب على موقع قاعدة بيانات الأفلام السويدية (السويدية)
- هيثر مكومب على موقع إن إن دي بي (الإنجليزية)
- هيثر مكومب على موقع قاعدة بيانات الفيلم (الإنجليزية)
- هيثر مكومب على موقع كينوبويسك (الروسية)